# Un borghese piccolo piccolo (película)
Un borghese piccolo piccolo (En España:Un burgués pequeño, muy pequeño; en América Latina: Un burgués pequeño, pequeño ) es una película de 1977 italiana dirigida por Mario Monicelli, protagonizada por Alberto Sordi, Shelley Winters y Romolo Valli en los papeles principales.
Galardonada con 3 premios David de Donatello 1977: a la mejor película, al mejor director y al mejor actor protagonista.

## Reparto
- Alberto Sordi - Giovanni Vivaldi
- Shelley Winters - Amalia Vivaldi
- Romolo Valli - Spaziani
- Vincenzo Crocitti - Mario Vivaldi
- Renzo Carboni - Asesino
- Enrico Beruschi - Camarero
- Renato Scarpa - Sacerdote